# Cryptotrogus zarudniana
Cryptotrogus zarudniana är en skalbaggsart som beskrevs av Semenov-tian-shanskii och Medvedev 1936. Cryptotrogus zarudniana ingår i släktet Cryptotrogus och familjen Melolonthidae. Inga underarter finns listade i Catalogue of Life.